# シャルル・ペギー
シャルル・ペギー（Charles Péguy、1873年1月7日 - 1914年9月5日）はフランスの詩人、劇作家、思想家。ジャン・ジョレス、レオン・ブルム、リュシアン・エールらとともに社会主義者として活躍し、ドレフュス事件で正義と真実を求める再審派として闘ったが、社会主義者の統一に向けた動きにおける教条主義や党派性、ドレフュス事件における政治的妥協を批判し、「真実を語る」ために『半月手帖』誌を創刊。ロマン・ロランらの作品発表の場となった。後にカトリックに回心し、詩的・思索的な作品『ジャンヌ・ダルクの愛の神秘』、『聖母マリアの綴織』、壮大な叙事詩『イヴ』などを発表。第一次世界大戦のマルヌ会戦において戦死した。

## 生涯

### 背景
シャルル・ペギーは1873年1月7日、シャルル・ピエール・ペギー（Charles Pierre Péguy）として、パリの南西約120キロに位置するロワレ県オルレアンのフォーブール・ブルゴーニュ（Faubourg Bourgogne）の職人の家庭に生まれた。「オルレアンの乙女」ジャンヌ・ダルクが1429年にのオルレアン包囲戦（百年戦争）における勝利によって解放した町であり、幼い頃からその歴史や物語を語り聞かせられていたペギーは、処女作の戯曲『ジャンヌ・ダルク』、代表作の『ジャンヌ・ダルクの愛の神秘』などにおいてジャンヌ像を描き続けた。
父デジレ・ペギー（Désiré Péguy）は指物師であったが、1870年の普仏戦争に従軍してパリ包囲戦で病に倒れ、以後、回復することなく、ペギーが生後10か月のときに死去した。ペギーは母と祖母に育てられた。二人とも自宅で椅子の藁を詰め替える仕事を引き受けて生計を立てていた。

### 宗教教育（カテキズム）と非宗教教育（公教育）

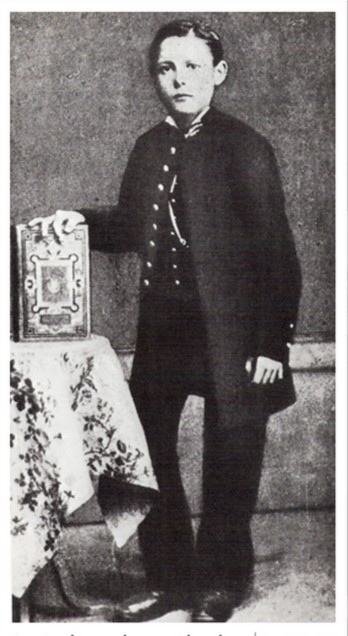
オルレアンの寄宿学校の制服を着たペギー（1885年、8歳）

ペギーは1873年4月13日に洗礼を受け、カテキズムを中心とする宗教教育を受けたが、同時にまた、公教育の無償化・義務化・非宗教化を定めたジュール・フェリー法成立後の非宗教的な教育も受けている。1880年10月にオルレアン師範学校（小学校教員養成学校）の附属小学校に入学した。もはや教育の担い手は聖職者ではなく共和派であり、黒い制服を着た若い教員はペギーにとって共和国の理念を体現する存在となり、後に回想録『金銭』（1913年刊行）で彼らのことを「共和国の乳飲み子」、「黒い軽騎士」と表現している。これ以後、「黒い軽騎士」を意味する「ユサール・ノワール（Hussard noir）」は、ジュール・フェリー法および政教分離法（1905年）の成立後に師範学校を卒業した小学校教員を表わす言葉となった。

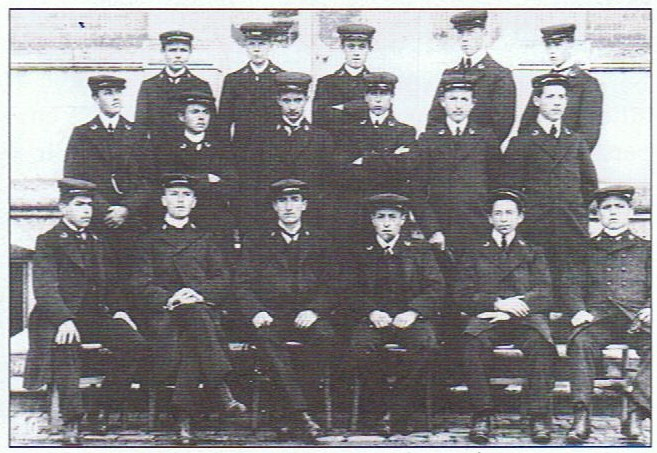
ペギーが学んだ附属小学校のあるオルレアン師範学校の教育実習生（ユサール・ノワール、1909年）

共和派の無神論者の車大工・鍛冶工の隣人ボワティエもまたペギーにとって共和主義、反教権主義、反ブルジョワ精神を教えた人物であり、ナポレオン3世を批判したヴィクトル・ユーゴーの『懲罰詩集』を貸し与えたのも彼であった。ユーゴーは、古典主義の劇作家コルネイユと並んで、ペギーに最も大きな影響を与えた作家である。
祖母エチエネット・ケレ（Étiennette Quéré）は読み書きを学んでいなかったし、母セシル（Cécile）も「10歳半」までしか学校へ行っていなかったが、ペギーは二人から勤労の精神を学び、学業にも熱心であったため、当時は労働者階級であれば職業訓練を受けるところ、学長にリセ進学を勧められ、勤勉で優秀な学生として奨学金を受けてオルレアンのリセに進んだ。

### 高等師範学校 - 無神論、社会主義への傾倒
さらに1891年にバカロレア取得後、パリ高等師範学校への進学を目指して、パリ郊外ソー（オー＝ド＝セーヌ県）のリセ・ラカナルのグランゼコール準備級に学んだが、高等師範学校の入学試験に落第し、オルレアンで1年間兵役に服した後、パリに戻ってコレージュ・サント＝バルブ、次いでリセ・ルイ＝ル＝グランに学び、1894年、3度目の試験に合格して高等師範学校に入学。ベルクソンに師事し、反知性主義、生の哲学の影響を受けた。
文学の学士号を取得した後、いったん休学してオルレアンに戻り、『ジャンヌ・ダルク』の執筆に取りかかった。「ドンレミ」、「戦闘」、「ルーアン」の三部から成るこの戯曲は、15年後に発表することになる詩的な『ジャンヌ・ダルクの愛の神秘』と異なり、史実に忠実な作品である。
1896年にパリに戻って学業を再開するが、コレージュ・サント＝バルブで出会った無二の友マルセル・ボードワン（Marcel Baudouin）が死去し、翌1897年に彼の妹のシャルロット・ボードワン（Charlotte Baudouin）と結婚した。ボードワン家は無神論（反カトリック）、共和派、社会主義の左派知識人の一家で、ペギーもまた公立学校で受けた非宗教的・共和主義的教育に加えて、準備級および高等師範学校での哲学の講義や学友との付き合いを通じて無神論、社会主義に傾倒していた。したがって、二人の結婚は宗教婚ではなく民事婚であり、また、1903年までの間に生まれた三子（マルセル、ジェルメーヌ、ピエール）に洗礼を受けさせることもなかった（なお、ペギーが41歳で戦死した翌年に第四子シャルル＝ピエールが生まれた）。

### 社会主義

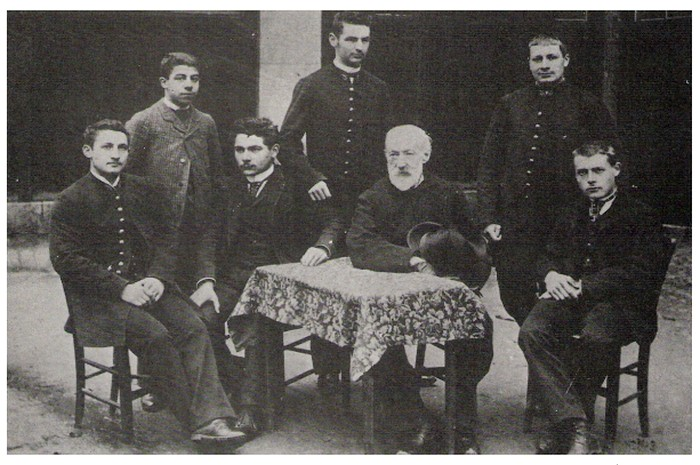
オルレアンのリセの哲学講義におけるシャルル・ペギー（前列右端、1891年）

社会主義への傾倒はすでにリセ・ラカナルの学生の頃からであり、とりわけ、「フランス社会主義の父」と呼ばれたジャン・ジョレスの影響であった。タルヌ県出身のジョレスは、1892年に同県のカルモーで起こった鉱山労働者の大規模なストライキ（Grèves de Carmaux）で、これを支持したことが社会主義への移行の契機となり、翌1893年にカルモーの社会主義派の議員に選出されることになるが、学生であったペギーもまたこのストライキを支持し、学内で募金を呼びかけた。
高等師範学校図書館司書のリュシアン・エールを介して、レオン・ブルムら同校の卒業生・学生の社会主義者らとの交流が始まり、1896年にオルレアンに戻ったときには、フランス労働党（POF）員とともに社会研究グループを結成。翌1897年からパリ・コミューンで戦った社会主義者ブノワ・マロンが1885年に創刊した『社会主義評論（La Revue socialiste）』に「社会主義の理想郷について」、「マルセル - 調和ある理想郷に関する最初の対話」などの小論をピエール・ドロワール（Pierre Deloire）、ジャック・ドロワール（Jacques Deloire）またはピエール・ボードワン（Pierre Baudouin）の筆名で発表（1897年から98年にかけて『社会主義評論』に掲載された小論は没後に『マルセル - 調和ある都市に関する最初の対話』の書名でガリマール社から刊行されている）、「ユートピア部屋（thurne Utopie）」と呼ばれた彼の部屋には社会主義者が集まり、議論の場となった。
さらに社会主義に関する雑誌・新聞、著書などの出版・販売によって社会主義思想を普及させるために、1898年5月1日、パリ6区ソルボンヌ地区のキュジャス通り17番地に書店を創設した。ペギーはまだ学生であったために友人ジョルジュ・ブレ（Georges Bellais）の名義で設立し、妻の生家ボードワン家の支援を得ていたが、1年後に「新書店・出版社（Société nouvelle de librairie et d'édition）」に改称し、株式会社として再出発した。このときに出資したのも高等師範学校出身の社会主義者、すなわち、リュシアン・エール、レオン・ブルムのほか、フーリエやプルードンらの社会主義者に関する著書を発表したユベール・ブルジャン、医学者のエチエンヌ・ビュルネ、中世フランス文学研究者のマリオ・ロック、哲学者のデジレ・ルスタン、社会学者・経済学者のフランソワ・シミアンらであり、ペギーは「出版部代表」という役割であった。
彼は哲学の大学教授資格を取得するための準備を進めていたが、出版の仕事に専念するために退学した。

### ドレフュス事件

#### ドレフュス派の社会主義者
彼ら社会主義者は、1894年にスパイ容疑で有罪判決を受けたユダヤ人大尉ドレフュスを擁護した。最初にドレフュスの兄マチュー・ドレフュスに連絡を取って共にドレフュスの無罪を主張したのは無政府主義のユダヤ人作家・評論家のベルナール・ラザールであり、彼は1896年に『誤審 ― ドレフュス事件の真実』を発表した。彼もまた高等師範学校出身であり、ペギーのほか、リュシアン・エール、レオン・ブルムらが彼を支持し、ドレフュスの再審を求める運動を展開した。
1898年にエミール・ゾラのフォール大統領宛の公開状「私は弾劾する（J'accuse… !）」が、急進派社会主義者で後の首相ジョルジュ・クレマンソー主宰の新聞『オーロール』に掲載されると、当初は反軍国主義、反教権主義、反ブルジョワジーの立場から「ブルジョワ」将校を擁護するのを躊躇っていた社会主義者らもドレフュス派の運動に参加し、反ユダヤ主義、反共和主義（ナショナリズム、王党派）、カトリック勢力（教権主義）、軍部（軍国主義）の反ドレフュス派と真っ向から対立した。
ドレフュス派は、ジャン・ジョレスがドレフュスの無罪を主張する『証拠（Les Preuves）』を発表した1898年に、リュシアン・エール、弁護士のリュドヴィック・トラリウー、急進派の議員を務めたソルボンヌ大学教育学講座初代教授フェルディナン・ビュイソン（1927年ノーベル平和賞受賞）らを中心に人権連盟を結成し、これに対して反ドレフュス派は1898年12月31日にフランス祖国同盟を結成した。

#### 正義・真実を求める再審派 - 社会主義政党のためではなく
とはいえ、ドレフュス事件は反ユダヤ主義、共和派・王党派、教権主義、軍国主義といったイデオロギーの対立に留まらず、法学者のジャン＝ドニ・ブルダンによると、根本的にはこの事件を、人間個人を尺度にして考えるか、個人を越えた価値（神、祖国、国家、軍隊、政党）を優先するかという問題、言い換えるなら、正義あるいは自由、真実、寛容といった理念のために闘うか、既存の価値・概念や制度を擁護・維持するために闘うかという問題であり、ユダヤ人でもある哲学者・アカデミー・フランセーズ会員のアラン・フィンケルクロートは、このことがペギーを理解するうえで重要であると指摘する。

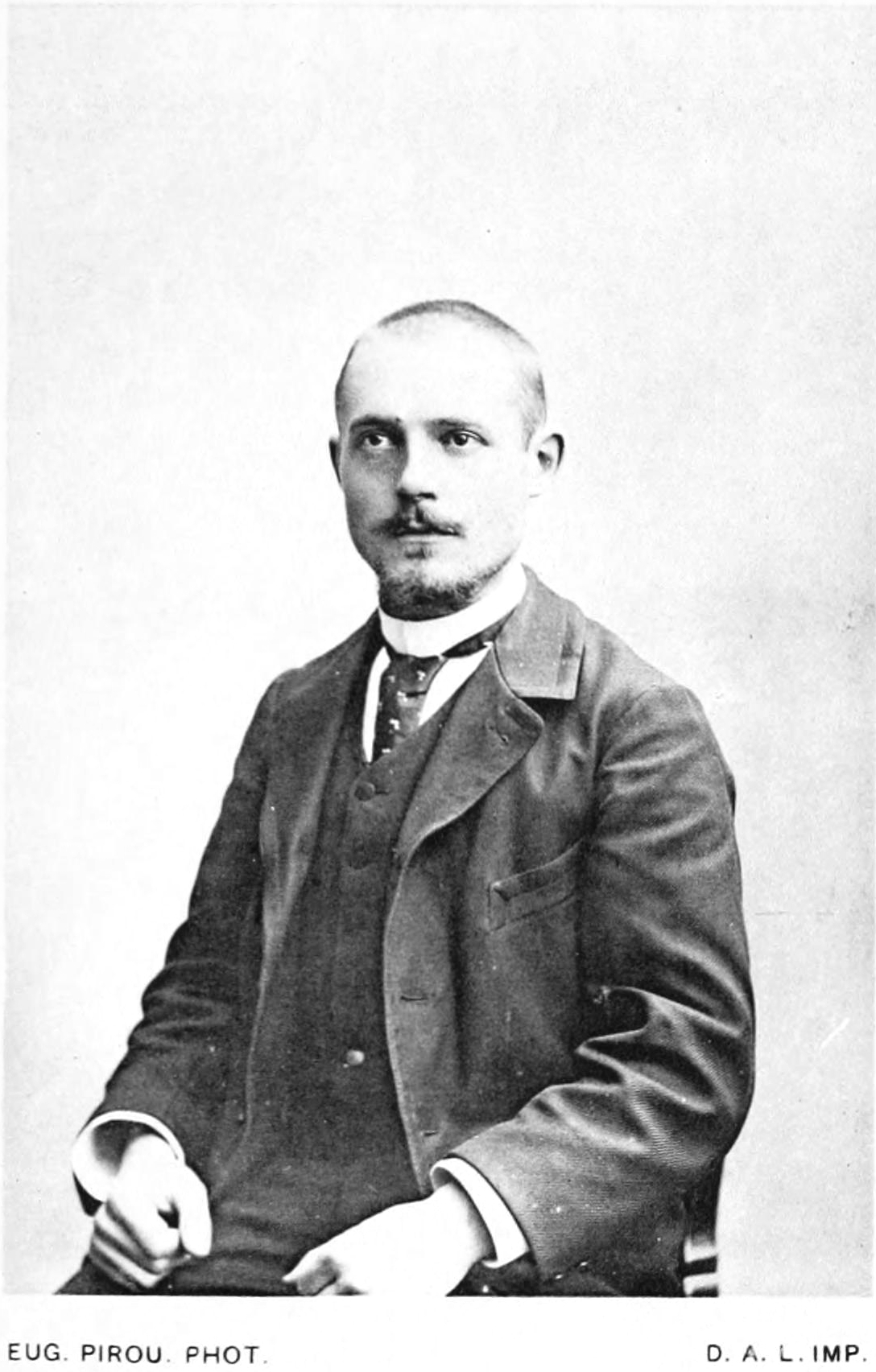
ウジェーヌ・ピルーによるシャルル・ペギーの肖像写真

一方、ドレフュス事件のさなか、それまでフランス労働党（1880年結成）、独立派社会主義者（1880年結成）、フランス社会主義労働者連盟（1882年結成）、革命的社会主義労働党（1890年結成）、革命的社会党（1898年結成）などの小規模な政党を結成し、対立していた社会主義者のなかに統一を目指す動きが生じていた。こうした折に、1899年、ドレフュスの再審に強く反対していたデュピュイ内閣が総辞職し、エミール・ルーベ大統領の要請を受けて共和派のワルデック＝ルソー内閣が成立。社会主義同盟のアレクサンドル・ミルランが商相（商工業・郵政・通信相）として入閣した。この入閣をめぐって再び社会主義者の間に対立が生じた。この結果、後の1902年にジュール・ゲードを中心とする反対派はフランス国社会党を結成し、ジャン・ジョレスを中心とする支持派はフランス社会党（PSF）を結成することになるが、ペギーはミルラン入閣を支持したものの、教条主義的な統一や政治的な党派性を厳しく批判した。
同じドレフュス派社会主義者らとの対立が露わになったのは、1899年12月にパリで開催された第1回社会主義者全国大会においてであった。選挙への候補者擁立をめぐって意見が対立した一市民が「リープクネヒト打倒」と叫んで追い出されたとき、ペギーは彼を支持した。議席獲得を優先するあまり言論の自由すら奪おうとする「欺瞞と新たな不正義にうんざりして退場」したのである。上述のブルダンの表現における、政党という「個人を越えた価値」を優先するのでなく、「個人を尺度にして」、「正義あるいは自由、真実、寛容といった理念のために闘う」ことを選んだのである。
そしてまさにこの目的のために、翌1900年に雑誌『半月手帖』を創刊し、創刊の趣意書である「田舎者の手紙」に、「真実を語る。すべての真実、真実のみを語る。愚かな真実を愚かしく、うんざりする真実をうんざりと、悲しい真実を悲しく語る」と書いた。
これはリュシアン・エール、レオン・ブルムら「新書店・出版社」の共同経営者との決裂でもあり、ペギーは同年10月28日に辞任。リュシアン・エールはペギーを「個人主義的無政府主義者」と批判し、「我々は全力で逆の道を歩む」と言い放った。

#### 「すべては神秘に始まり、政治に終わる」
ドレフュス事件においては再審軍法会議で有罪判決が破棄されることはなく、ドレフュスは1899年9月にルーベ大統領の特赦によって出獄、1900年12月の「大特法」によって事件に関する訴訟がすべて無効になった。ドレフュス派はこうした妥協的な解決を批判し、ドレフュスの復権を求めて活動を継続。有罪判決が破棄されたのは、1906年7月12日の破毀院の審議によってであった。
一方で、この間、急進共和派はドレフュス事件の影響で議席を増やし、1905年には政教分離法を成立させた。ペギーはこうした動きに批判的であった。まもなくカトリックに回心する個人的な宗教感情からではなく、政治が信教の問題に介入するべきではないと考えていたからであり、政治と宗教を分離するよりは、むしろ、宗教を含む個人の思想・信条の問題を政治から切り離すべきであると考えていた。彼は1910年に発表した『われらの青春』（磯見辰典訳『われらの青春 - ドレフュス事件を生きたひとびと』、大野一道訳『もう一つのドレフュス事件 - 社会主義への洞察』）で、こうしたドレフュス事件の顛末（大統領による特赦という政治的妥協、その後の「政治的マキャヴェリズム」）を「すべては神秘（ミスティック）に始まり、政治（ポリティック）に終わる」と表現した。
さらには、幼少期に語り聞かされたジャンヌ・ダルクの物語、無神論の共和派、反教権主義であった学生時代に書いた戯曲『ジャンヌ・ダルク』、さらにカトリックに回心した後に執筆した『ジャンヌ・ダルクの愛の神秘』と、生涯にわたって追求したジャンヌ・ダルク像もまた、「カトリックの教権主義に抹殺された、純粋な心根を持つ悲劇の《女性》」として意識されるようになる。

### 『半月手帖』誌

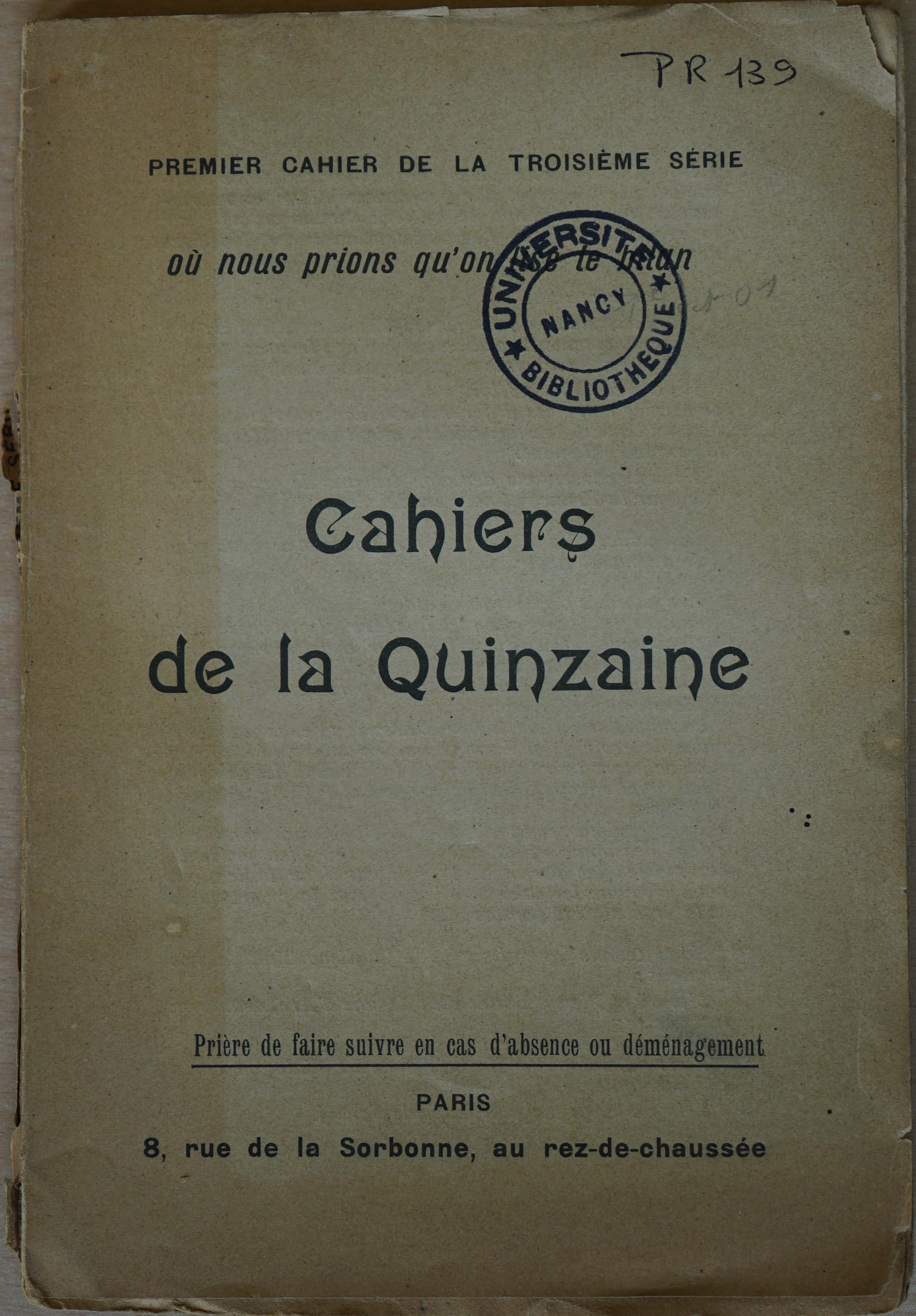
『半月手帖』の表紙

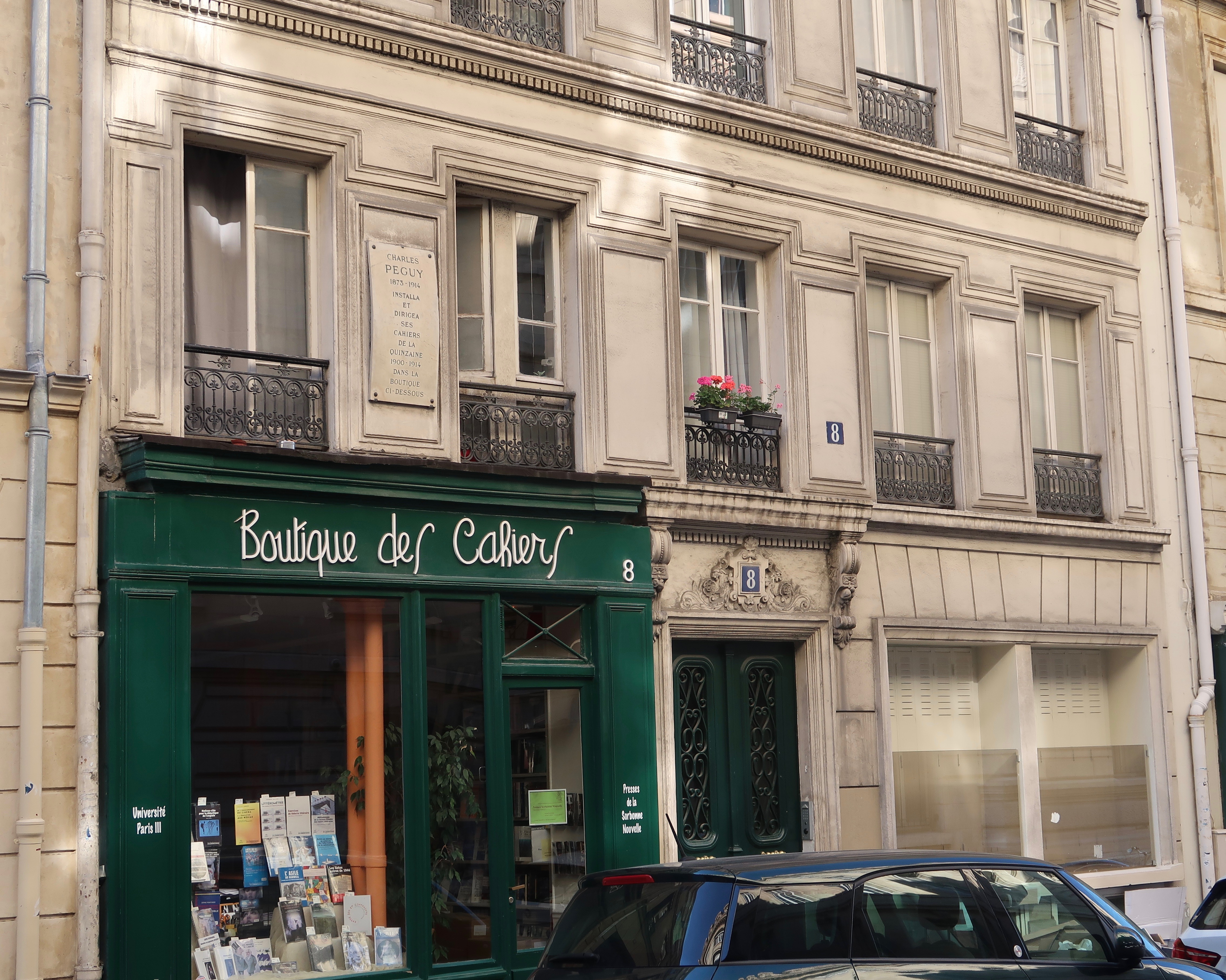
ソルボンヌ通りのかつて『半月手帖』書店があった場所（上部に銘板がある）

「真実を語る」ために創刊した『半月手帖』は、彼がすでに社会主義の新聞・雑誌に寄稿していたためにある程度の読者は期待できたが、宣伝をしなかったために、彼が戦死するまでの15年間に定期購読者は数百人から最大で二千人程度であった。したがって、寄稿者に稿料を支払うこともできなかったが、ペギー自身が編集をするのは自分の原稿だけで、他の寄稿者の記事には手を加えず、表現の自由を尊重して読者からの批判的な意見を含めてすべての意見を掲載した。編集方針は、むしろ一定の方針に従うのでなく、開かれた議論の場とすることであった。フランスの政治、国際情勢、文学作品と多岐にわたる内容で、後にペギー伝や『半月手帖』に関する著書を発表することになる歴史学者・評論家のダニエル・アレヴィ、ジャン・タロー、ジェローム・タロー（タロー兄弟）、ロマン・ロランらが協力した。ロマン・ロランの『ジャン・クリストフ』は1904年から1912年にかけて連載された。
一方で、貧困と闘う慈善団体「ラ・ミ・ド・パン（パンくず）」などにも参加したペギーの社会主義とは、社会的排除につながる貧困からの救い、自己実現を阻む経済的な制約からの解放でもあり、小学校教員（ユサール・ノワール）の悲惨な状況を描いたアントナン・ラヴェルニュの自然主義小説『ジャン・コスト（Jean Coste）』を、レオン・ブルムら他の社会主義者が評価しなかったために、『半月手帖』創刊後にようやく同誌に掲載したのも、こうした観点からであった。

### 愛国心、カトリックへの回心
1905年にドイツ皇帝ヴィルヘルム2世がモロッコのタンジェにおいてフランスの進出を牽制したタンジェ事件はペギーに大きな衝撃を与えた。フランスがドイツの帝国主義の脅威に晒されていると感じただけでなく、フランスの歴史・文化に通底する思想、信条、その他の自由が脅かされていると感じたのである。彼はこうした危機について訴えるために『我々の祖国』を著したが、その「好戦的」ともされる愛国心によって、孤立を深めるばかりであった。
この翌年の1906年にはカトリックに回心したともされるが、確認できるのは、親友のカトリック作家ジョゼフ・ロットに宛てた1908年9月付の手紙においてである。ペギーは「私は信仰を見いだした … 私はカトリック教徒だ」と書いていた。とはいえ、彼は「回心」という表現は適切ではなく、「私のようにオルレアンのサンテニアン教区でカテキズムを受けた者は、回心する必要はない。一時期、神から目を逸らしたことがあったが、また、神に目を向けただけだ」と語る。上述のように、妻シャルロットとは民事婚であって宗教婚ではない。子どもたちも洗礼を受けていない。だが、彼はあらためて宗教婚をし、子どもたちも洗礼を受けさせようとはせず、ボードワン家の思想・信条を尊重した。ミサや秘跡にも参加せず、「回心」を公にすることすらなかった。この意味では異端であった。
『半月手帖』書店は赤字続きで、家計も逼迫していた。こうした状況で、書店の仕事を手伝っていたユダヤ人女性で、当時の女性としては珍しく大学受験資格（英語）を取得していたブランシュ・ラファエル（Blanche Raphaël）に惹かれながらも叶わない思いに苦しんでいた。ペギーは1912年から毎年、聖母マリア巡礼の地、シャルトル大聖堂を訪れた。彼は、パリからシャルトルまで、ボース平野を経由して「144キロを3日で歩いた」と書いている。

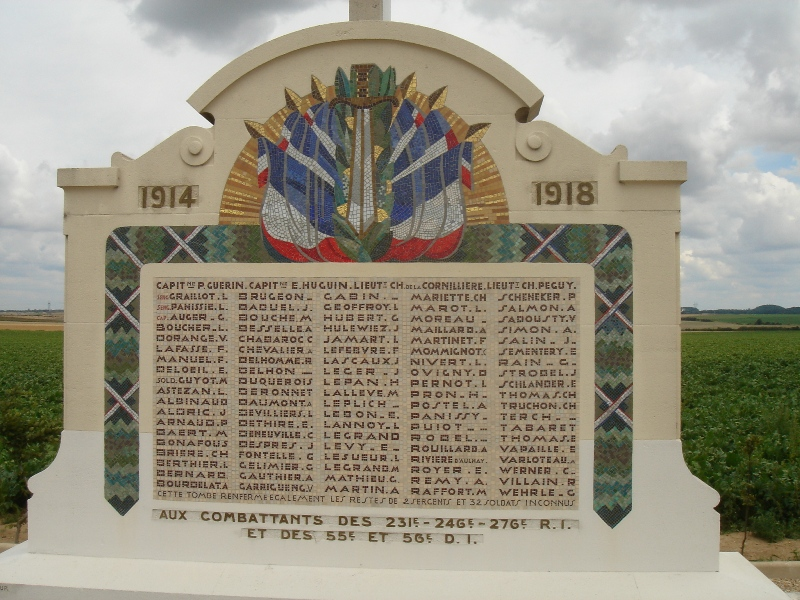
ヴィルロワの大墓地（マルヌ会戦戦死者追悼碑）- 一番上にペギーの名前がある。

こうした苦難の時期にありながら、作家としては最も実り多い時期であった。処女作『ジャンヌ・ダルク』を詩的・思索的な作品『ジャンヌ・ダルクの愛の神秘（Le Mystère de la charité de Jeanne d'Arc）』として発表し、1911年、アカデミー・フランセーズによって5年ごとに与えられる文学賞エストラード・デルクロ賞を受賞した。1913年には「ボースの野をシャルトルの聖母に捧ぐ」（高井道夫訳、『悲惨と歎願』所収）を含む定型詩『聖母マリアの綴織（La Tapisserie de Notre-Dame）』と7,600行以上のアレクサンドランによる壮大な叙事詩『イヴ（Ève）』を発表した（著書参照）。

## 戦死
1914年7月28日、第一次世界大戦勃発。276歩兵連隊の中尉として、フランス軍の勝利によりドイツ軍の侵入を食い止めた戦いとして知られるマルヌ会戦に参加し、1914年9月5日、ヴィルロワ近くで41歳で戦死した。この戦いの他の戦死者とともに「ヴィルロワの大墓地（La Grande Tombe de Villeroy）」に眠る。同地の彼が戦死した場所に記念碑が建てられた。

## 没後・影響

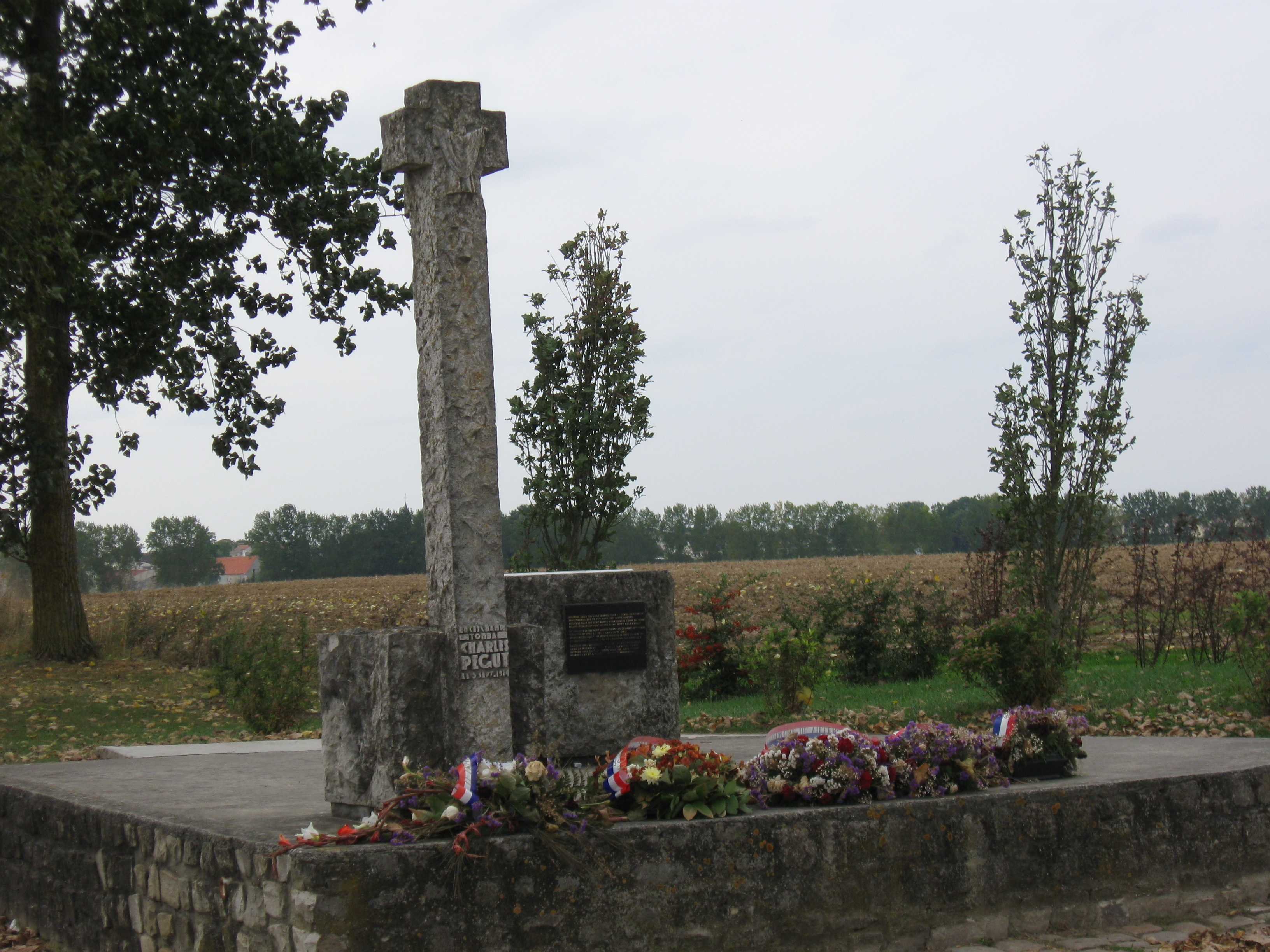
ペギーが戦死したセーヌ＝エ＝マルヌ県ヴィルロワに建てられた記念碑

1915年2月4日に第四子シャルル＝ピエール・ペギーが生まれた。彼は後に気候学者となり、レンヌ大学教授、フランス国立科学研究センター研究主任などを歴任した。
1915年7月14日にクロワ・ド・ゲール勲章（武勲章、Croix de guerre）、1916年にレジオンドヌール勲章を授与された。
『ジャン・コスト』の著者ラヴェルニュは、1921年に「ペギーの死は私には恐ろしいショックだった。その時から、私の身体の一部分が彼と共に消え、私の生命はもはや依然と同じ味わいと目標を失ったように私には思われた」と書いている。
1942年に作家のオーギュスト・マルタン、カミーユ＝テオドール・コニアム（Camille-Théodore Quoniam）、ジャン＝ピエール・デュボワ＝デュメ（Jean-Pierre Dubois-Dumée）によってシャルル・ペギー友の会（L'Amitié Charles Péguy）が結成され、「シャルル・ペギー公式ウェブサイト」を運営するほか、会報として学術情報雑誌（季刊誌）を刊行している。名誉委員会には、アラン・フィンケルクロート、歴史学者のジャック・ジュイヤール、ジャン＝ピエール・リウー、哲学者のポール・ティボー、欧州議会議員を務めた民主運動党のフランソワ・バイルーのほか、ユダヤ教のラビ、カトリックの神父、プロテスタントの牧師などが参加している。
1916年から1955年にかけて『ペギー全集』全20巻がガリマール社から刊行された。その後、プレイヤード叢書として1975年から1992年にかけて詩作品1巻と散文作品全3巻が刊行され、これを機に、ペギーへの関心が再燃し、「非妥協、一徹さ」、「不服従」などを意味する「ペギー主義（péguysme）」という言葉が使われるようになった。ペギー再評価の口火を切ったのはアラン・フィンケルクロートであり、彼は、ドレフュス事件と言えばジョレス、クレマンソー、ゾラの名前が挙がるが、彼にとって最も重要なのは、「啓蒙主義と反啓蒙主義という二律背反に対する不屈の闘いを挑んだ」シャルル・ペギーであり、さらに、現代を理解するためには彼の作品を読み直し、その40年の生涯を再検討する必要があると主張、「現代的（contemporain）ではない（時代遅れ）」、または「現代（contemporain）」に「不満な（mécontent）」という意味で、『メコントンポラン (Le Mécontemporain) - 現代世界の読み手シャルル・ペギー』と題するペギー論を、プレイヤード叢書が完結した1992年に発表した。
1931年没後出版の『クリオ - 歴史と異教的魂の対話』は、随筆家・イタリア文学者・翻訳家の須賀敦子の「思想の核となった作家・詩人・思想家による著作」の叢書「須賀敦子の本棚」全9巻（池澤夏樹監修）の第6巻として2019年に新訳・初完訳が刊行された。
ブリュノ・デュモン監督はペギーの『ジャンヌ・ダルク』（1897年）と『ジャンヌ・ダルクの愛の神秘』（1919年）に着想を得て、2017年にミュージカル『ジャネット、ジャンヌ・ダルクの幼年期』を制作し、2020年には、没後1952年に刊行された『この朝まだきに（Par ce demi-clair matin）』をもとに映画『ある朝まだきに（Par un demi-clair matin）』を制作した。

## 著書
- Jeanne d'Arc, Librairie de la Revue socialiste, 1897 - 戯曲『ジャンヌ・ダルク』
- De la raison, 1901 -『理性について』
- De Jean Coste, 1902 -「ジャン・コストについて」長戸路信行訳、『悲惨と歎願』所収。
- Notre Patrie, 1905 -『我々の祖国』
- Situations, 1907-1908 -『状況』
- Notre jeunesse, 1910.
  - 『われらの青春 - ドレフュス事件を生きたひとびと』磯見辰典訳、中央出版社、1976年
  - 『もう一つのドレフュス事件 - 社会主義への洞察』大野一道訳、新評論、1981年
- Victor-Marie, Comte Hugo, 1910, (再版) 2014 -『ヴィクトル＝マリー、ユーゴー伯』
- Le Mystère de la charité de Jeanne d'Arc, 1910.
  - 「ジャンヌ・ダルクの愛の神秘」島朝夫訳、主婦の友社『キリスト教文学の世界』（第3巻、1978年）所収
  - 『ジャンヌ・ダルクの愛の秘義』岳野慶作訳、中央出版社、1984年
- Le Porche du Mystère de la deuxième vertu, 1911 (詩)
- Le Porche du Mystère de la deuxième vertu, 1912 (戯曲)
  - 『希望の讃歌 -「第二徳の秘義の大門」』猿渡重達訳、中央出版社、1978年
- Le Mystère des Saints Innocents, 1912 -『聖なる嬰児たちの神秘劇』
- Un nouveau théologien, 1911 -『新しい神学者』
- L'Argent, 1913 -『金銭』
- L'Argent suite, 1913 -『金銭続編』
- La Tapisserie de sainte Geneviève et de Jeanne d’Arc, 1913 -『聖ジュヌヴィエーヴ（フランス語版）とジャンヌ・ダルクの綴織』
- La Tapisserie de Notre-Dame, 1913 -『聖母マリアの綴織』-「ボースの野をシャルトルの聖母に捧ぐ」（高井道夫訳、『悲惨と歎願』所収）を含む。
- Ève, 1913 - 『イヴ』
- Note sur M. Bergson et la philosophie bergsonienne, 1914 -『ベルクソン氏とベルクソン哲学に関する覚書』
- Note conjointe sur M. Descartes et la philosophie cartésienne, 1914 (没後出版) -『デカルト氏とデカルト哲学に関する付随覚書』
- Lettres et entretiens, 1927 (没後出版) -『書簡、対談』
- Clio. Dialogue de l'histoire et de l'âme païenne, 1931 (没後出版)
  - 『歴史との対話 - クリオ』山崎庸一郎訳、中央出版社、1977年
  - 『クリオ - 歴史と異教的魂の対話』宮林寛訳、河出書房新社〈須賀敦子の本棚〉2019年
- Par ce demi-clair matin, 1952 (没後出版) -『この朝まだきに』
- Véronique. Dialogue de l'histoire et de l'âme charnelle, Gallimard, 1972 (没後出版) -『聖ヴェロニカ - 歴史と受肉した魂の対話』
- Charles Péguy et Pierre Marcel, Correspondance (1905-1914), Cahiers de l’Amitié Charles Péguy, 1980 -『シャルル・ペギー、ピエール・マルセル往復書簡』
- Une éthique sans compromis, Éditions Pocket, 2011 -『妥協なき倫理』

全集
- Œuvres complètes de Charles-Péguy (1873-1914), NRF, Gallimard, 1916-1955 (全20巻).
- Œuvres poétiques complètes, Bibliothèque de la Pléiade, Gallimard,  1975 - 以下〈プレイヤード叢書〉
- Œuvres en prose complètes tome I, Bibliothèque de la Pléiade, Gallimard, 1987.
- Œuvres en prose complètes tome II, Bibliothèque de la Pléiade, Gallimard, 1988.
- Œuvres en prose complètes tome III, Bibliothèque de la Pléiade, Gallimard, 1992.

その他の邦訳
- 『半月手帖』平野威馬雄訳、昭森社、1942年
- 『悲惨と歎願』中央出版社、1979年（岳野慶作著「シャルル・ペギーの社会思想における神秘主義」、長戸路信行訳「ジャン・コストについて（De Jean Coste）」、西田俊明訳「歎願者対比（Les Suppliants parallèles）」、高井道夫訳「ボースの野をシャルトルの聖母に捧ぐ（Présentation de la Beauce à Notre-Dame de Chartres）」